# Artur Avila
Artur Avila (ur. 29 czerwca 1979 w Rio de Janeiro) – brazylijski matematyk, laureat Medalu Fieldsa z 2014. Specjalizuje się w układach dynamicznych i teorii spektralnej.

## Życiorys
W wieku 16 lat zdobył złoty medal na międzynarodowej olimpiadzie matematycznej. Stopień doktora uzyskał w 2001 w Instituto Nacional de Matemática Pura e Aplicada (IMPA), promotorem jego doktoratu był Welington de Melo. Po doktoracie wyjechał do Francji. Po dwuletnim pobycie w Collège de France, w 2003 został zatrudniony w Centre national de la recherche scientifique (CNRS), a od 2006 jest związany także z IMPA. W 2018 został profesorem Uniwersytetu Zuryskiego.
W roku 2010 był wykładowcą plenarnym na Międzynarodowym Kongresie Matematyków w Hajdarabadzie. W 2017 wygłosił Wykład Łojasiewicza na Wydziale Matematyki i Informatyki Uniwersytetu Jagiellońskiego, a w 2019 wykład plenarny na konferencji Dynamics, Equations and Applications (DEA 2019) w Akademii Górniczo-Hutniczej.
Wielokrotnie nagradzany, otrzymał m.in. Nagrodę EMS w 2008, Michael Brin Prize in Dynamical Systems w 2011, IAMP Early Career Award w 2012, TWAS Prize w 2013 i Medal Fieldsa w 2014. W 2010 zdobył też prestiżowy ERC Starting Grant.
Członek Academia Brasileira de Ciências i National Academy of Sciences.